# Caprimulgus cayennensis
Caprimulgus cayennensis là một loài chim trong họ Caprimulgidae.